# محمد منظربور
محمد منظربور (بافارسية:محمد منظرپور)، (ولدت في 8 مارس 1972) هو صحفي و مذیع إيراني، وهو أيضا رئیس التحریر السابق لصوت أمريكا الفارسية.

عمل منظربور كمراسل لمدة ثلاث سنوات في قناة البي بي سي الفارسية في إسرائيل، وهو حاليا مدير قناه إيران اینترنشنال.